# Saltsjön
För andra betydelser, se Saltsjön (olika betydelser).

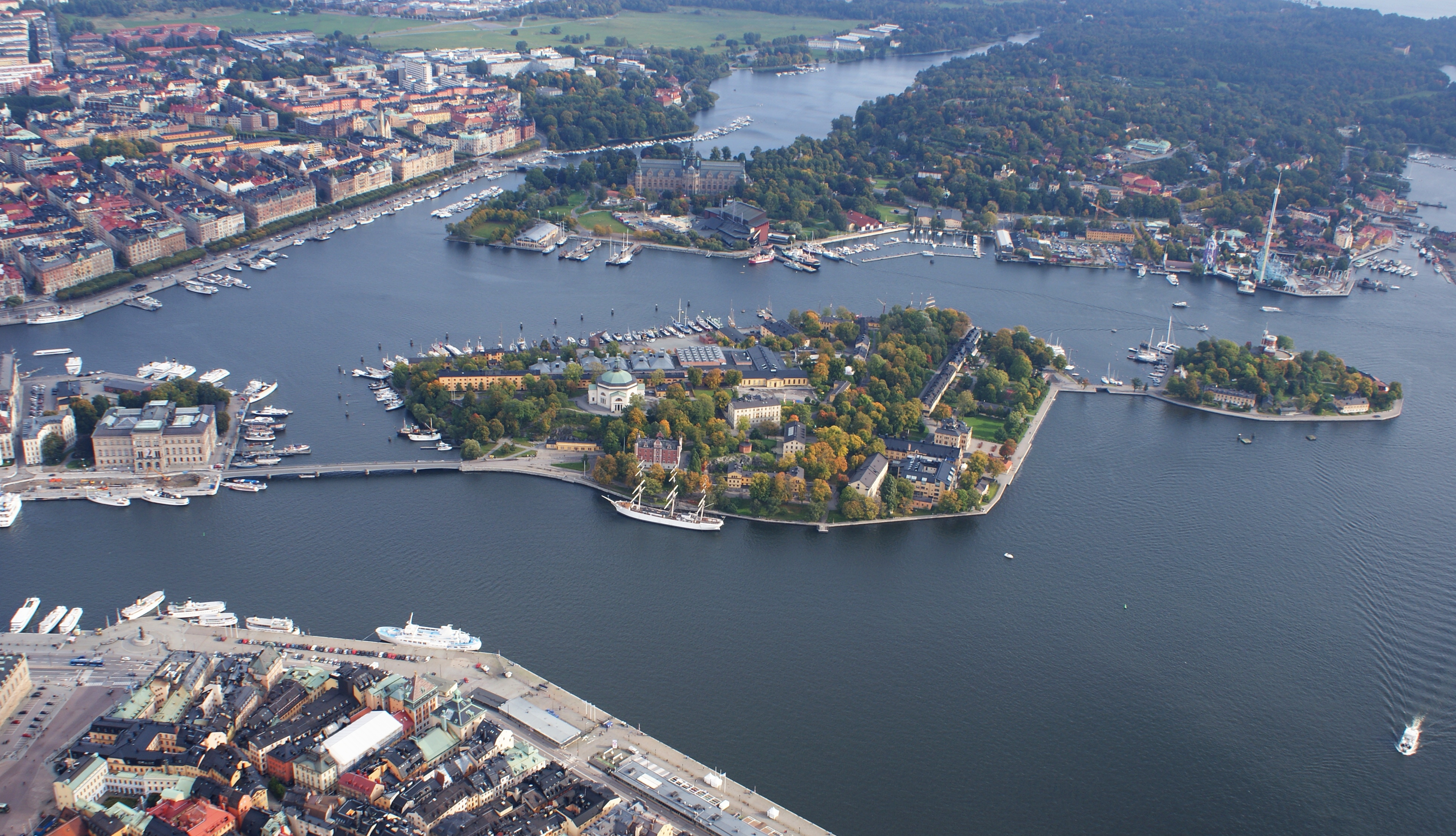
Saltsjön i förgrunden, Skeppsholmen och Kastellholmen i bildmitt, Södra Djurgården i bakgrunden, september 2012.

Saltsjön är den fjärd i Stockholms inlopp som sträcker sig från Norrströms utlopp i Strömmen till Lilla Värtan söder om Lidingö. På södra sidan ligger Södermalm, Danviken, Kvarnholmen och Nacka Strand. På norra sidan ligger Kastellholmen, Djurgården och Fjäderholmarna.
Vattendjupet är idag upp till cirka 30 meter efter att djuphålorna använts som tippningsområden. Bottensedimenten är starkt förorenade och i stort sett livlösa. 
I Saltsjön finns en mer eller mindre utvecklad fyrlagerströmning, en ytvattenström med sötvatten från Mälaren, därunder en inåtgående kompensationsström. En tredje utåtgående ström bildas genom utsläppet av renat avloppsvatten från Henriksdals reningsverk och mot bottnen finns en inåtgående kompensationsström för detta vatten som syresätter botten.  
Genom denna del av Saltsjön går farleden in till Stockholms inre hamn samt till Hammarbyleden. Längs stränderna finns många vackra och imponerande byggnader som Täcka udden och Manillaskolan på Djurgården och ålderdomshemmet Danvikshem, ångkvarnarna Tre Kronor och Saltsjöqvarn i Nacka.
Saltsjön är egentligen ett lokalt äldre namn för Östersjön med alla dess vikar och fjärdar inom Stockholms skärgård, som, till skillnad från Mälaren och andra avsnörpta inre sjöar, inte består av sötvatten utan bräckt vatten. Dess epitet (salt-) fortlever i ortnamn som Saltsjöbaden och Saltsjö-Duvnäs. Saltsjön är lokalt det mest vedertagna havsnamnet som figurerar på äldre sjökort och andra kartor.

## Bilder

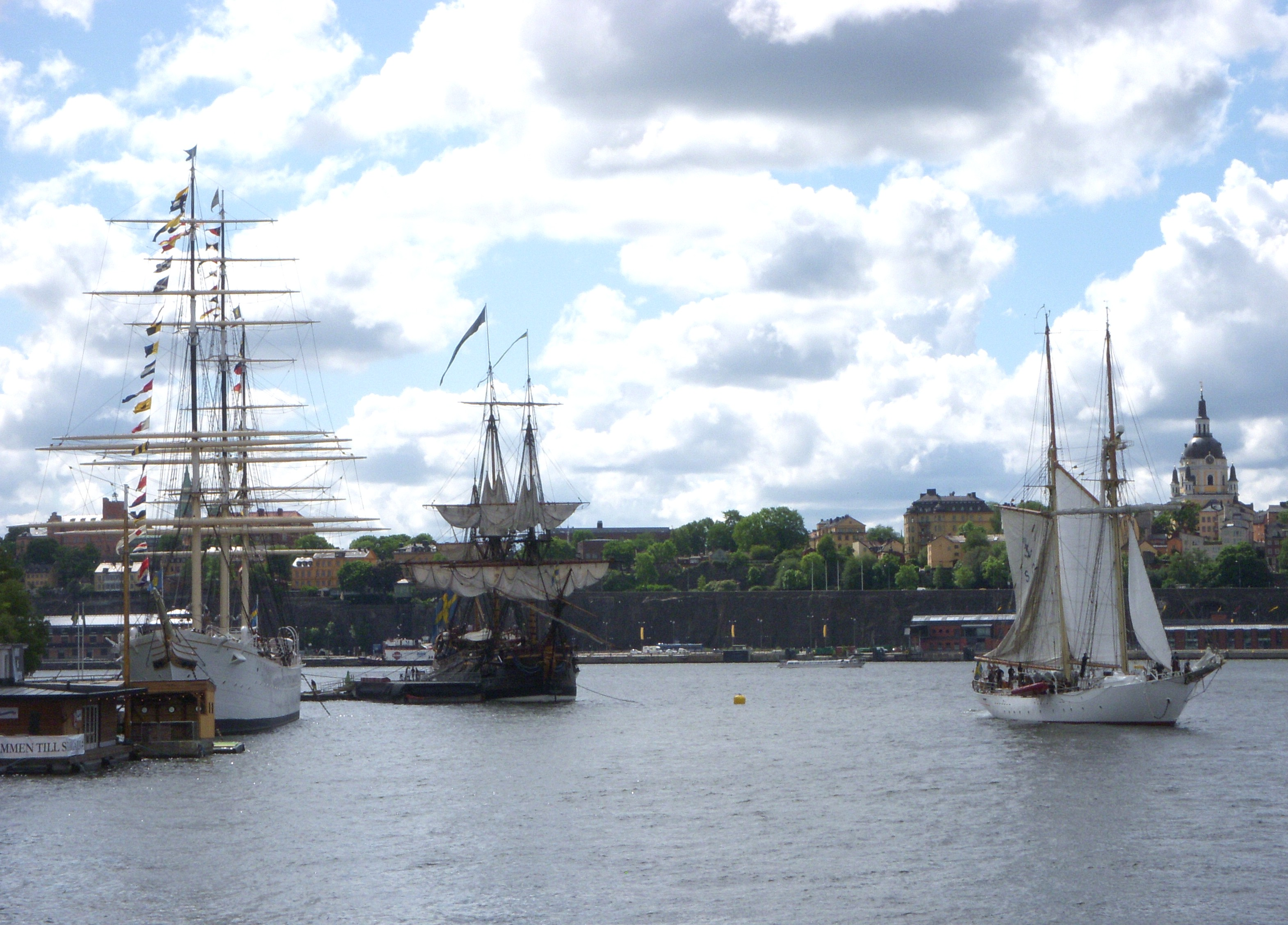
Tre klassiska segelfartyg på Saltsjön, från vänster af Chapman, Ostindiefararen Götheborg och Falken, juni 2010
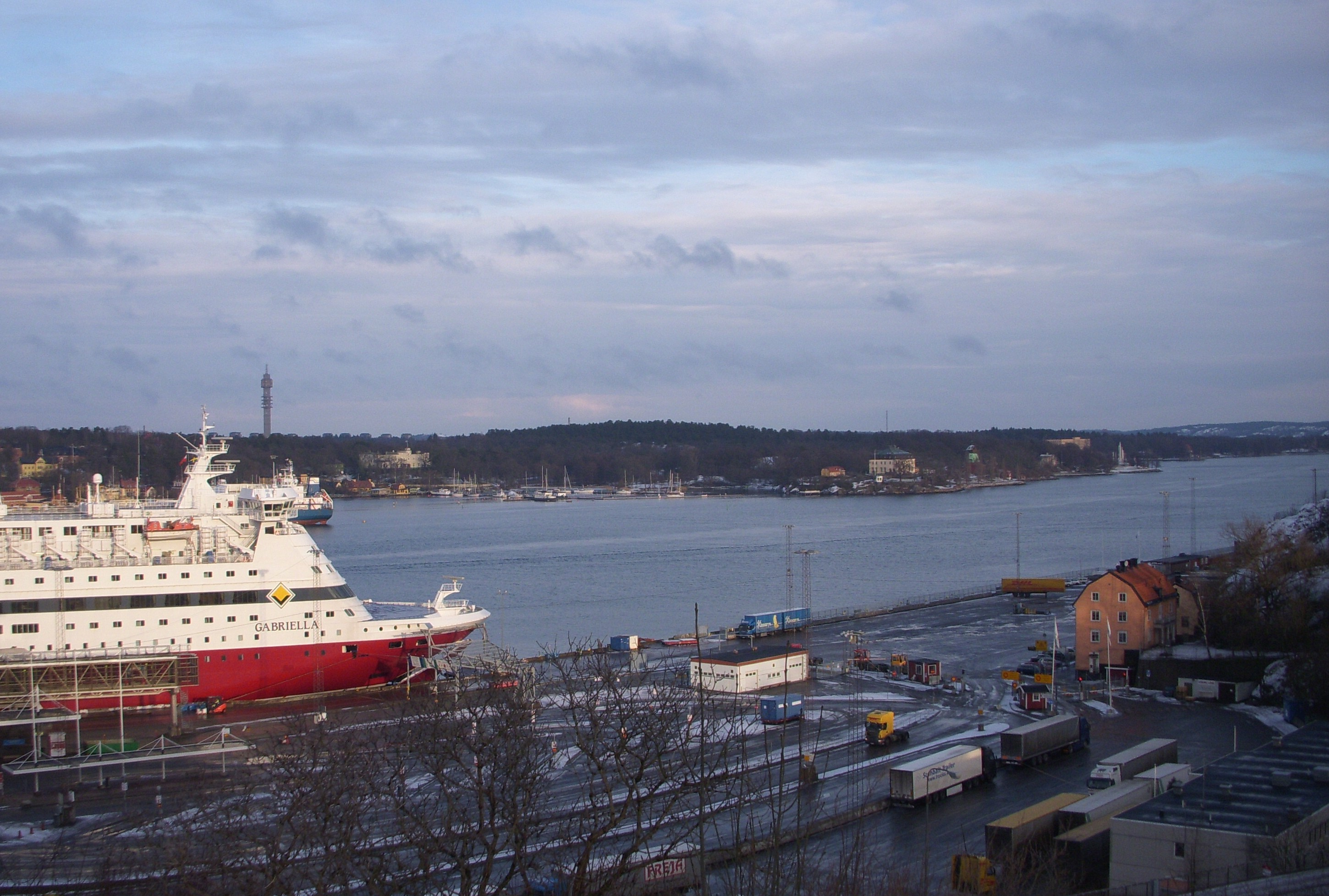
Saltsjön från Åsöberget. I bakgrunden bland annat Södra Djurgården och Waldemarsudde
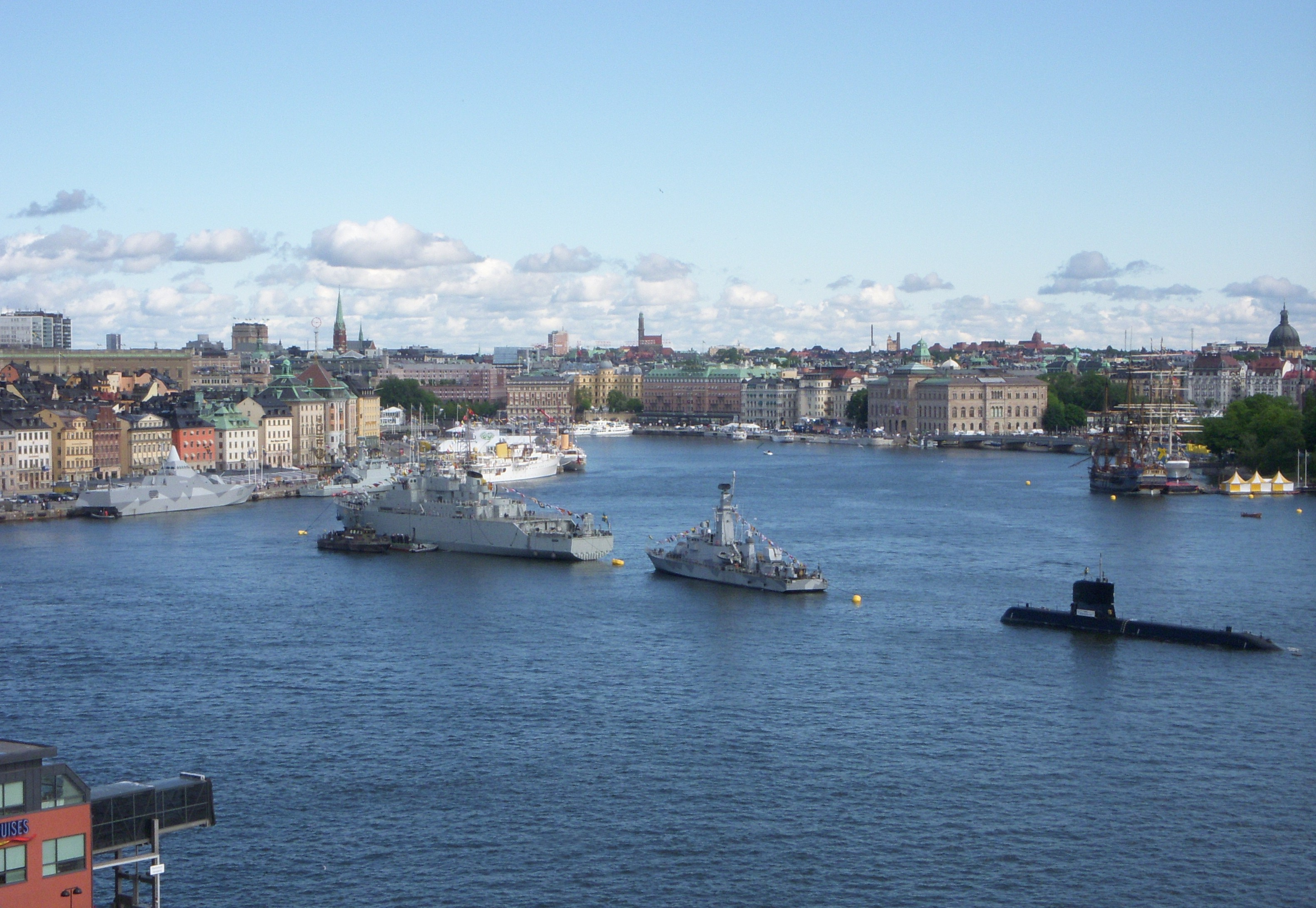
Utsikten över Saltsjön från Nytorgsgatan 7 den 19 juni 2010
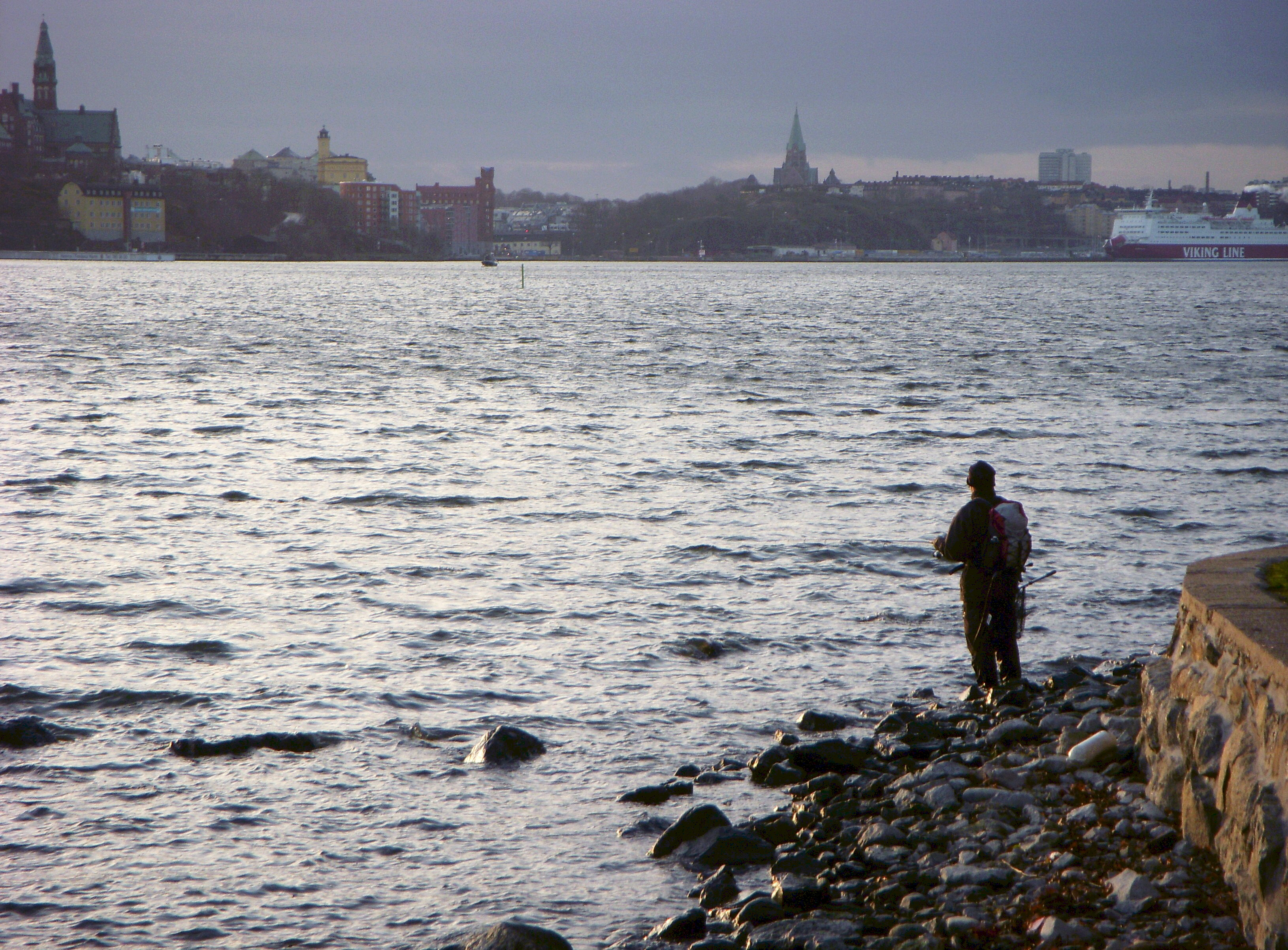
Laxfiske i Saltsjön från Södra Djurgården, i bakgrunden syns Södermalm